# Ukrainien
Cet article concerne la langue ukrainienne. Pour le peuple ukrainien, voir Ukrainiens.
L'ukrainien (en ukrainien : українська мова, oukraïnska mova, /ʊkrɐˈjinʲsʲkɐ ˈmɔwɐ/) est l'une des quatre langues appartenant au groupe oriental des langues slaves, qui forment elles-mêmes une famille des langues indo-européennes. Les autres langues slaves orientales sont le russe, le biélorusse et le rusyn (celui-ci étant parfois considéré comme un groupe de variétés régionales de l'ukrainien). L'ukrainien est la langue officielle de l'Ukraine.
Le nombre de locuteurs de l'ukrainien était estimé à 41 millions en 2007. Un certain nombre d'ukrainophones vivent aussi dans les pays de l'ex-Union soviétique (surtout en Russie), dans les autres territoires voisins de l'Ukraine, ainsi que dans la diaspora ukrainienne, notamment aux États-Unis et au Canada.

## Répartition géographique et statut
Selon les données du recensement de la population de 2001, le dernier effectué en Ukraine, la population totale du pays était de 48,5 millions de personnes, parmi lesquelles seules 32,6 millions avaient l'ukrainien pour langue maternelle. En effet, l'histoire de l'Ukraine a été fortement influencée, voire liée, avec la Pologne (pour la partie nord-ouest) et la Russie (pour le sud-est). Le recensement fait également état d'une différence entre le nombre de personnes s'identifiant comme ethniquement ukrainiennes et celui des locuteurs natifs de la langue ukrainienne, de même qu'entre le nombre d'habitants s'identifiant comme ethniquement russes et celui des locuteurs natifs de la langue russe. Ces différences sont résumées dans le tableau ci-dessous :
| Ethnie      | Nombre de personnes | De langue maternelle ukrainienne | De langue maternelle russe |
| ----------- | ------------------- | -------------------------------- | -------------------------- |
| ukrainienne | 37,5 millions       | 85,2 %                           | 14,8 %                     |
| russe       | 8,3 millions        | 3,9 %                            | 95,9 %                     |

Selon une étude sociologique de 2002, 44,7 % seulement de la population totale de l'Ukraine parlaient l'ukrainien de façon habituelle, le reste de la population, y compris les ethnies autres que russe, parlaient habituellement le russe.
Dans les autres pays, la répartition des ukrainophones est la suivante :
| Pays                             | Nombre de personnes | Année |
| -------------------------------- | ------------------- | ----- |
| Russie                           | 1 129 838           | 2010  |
| États-Unis                       | 152 325             | 2013  |
| Canada                           | 120 270             | 2011  |
| Transnistrie (État autoproclamé) | 108 860             | 2015  |
| République de Moldavie           | 106 209             | 2014  |
| Roumanie                         | 48 910              | 2011  |
| Pologne                          | 24 539              | 2011  |
| Slovaquie                        | 5 689               | 2011  |
| Biélorussie                      | 5 578               | 2009  |
| Hongrie                          | 4 476               | 2011  |

En considérant le rusyn comme un groupe de variétés régionales de l'ukrainien (cf. section « Variétés régionales »), les chiffres suivants doivent être ajoutés :
| Pays      | Nombre de personnes | Année |
| --------- | ------------------- | ----- |
| Slovaquie | 55 469              | 2011  |
| Serbie    | 11 340              | 2011  |
| Pologne   | 6 279               | 2011  |
| Hongrie   | 1 577               | 2011  |

Selon la Constitution du pays, l'ukrainien est aujourd’hui la seule langue officielle en Ukraine. Néanmoins, cette politique fait l'objet de débats et de controverses, notamment dans les régions russophones de l’Est et du Sud du pays.
L’ukrainien est l'une des trois langues officielles de l'État autoproclamé de Transnistrie, aux côtés du moldave (nom soviétique du roumain) et du russe.
La variété du rusyn de Serbie est une langue dite d'utilisation officielle en Voïvodine, à côté du serbe et des langues des autres ethnies.
L'ukrainien est reconnu langue régionale ou minoritaire en Arménie, Bosnie-Herzégovine, Croatie, Moldavie, Pologne, Roumanie, Serbie, Slovaquie et Hongrie, qui ont ratifié pour cette langue la Charte européenne des langues régionales ou minoritaires. Le statut du rusyn est le même dans ces pays, sauf l'Arménie.

### Ukrainophones et russophones

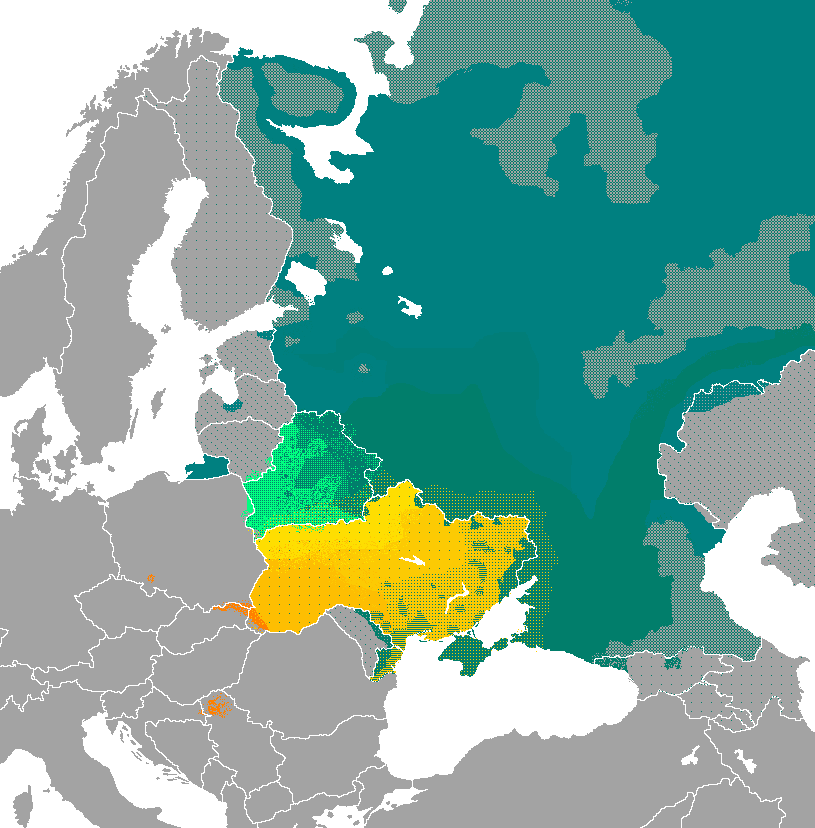
En jaune et orange, les parlers ukrainiens définis en linguistique.

Population dont la langue maternelle est l'ukrainien en Ukraine.

Selon le recensement de 2001, la majorité des habitants de l'Ukraine se considèrent comme des « Ukrainiens ethniques » mais une partie de ce groupe parle russe comme langue quotidienne, voire maternelle. Cela est dû à de multiples facteurs : les deux langues slaves orientales sont en grande partie inter-compréhensibles ; au début du XIXe siècle après la défaite du khanat de Crimée face à l'Empire russe, des paysans et des cosaques sont venus peupler les nouveaux territoires en provenance des régions aussi bien ukrainophones de l'Ouest que russophones de l'Est de la Russie d'Europe ; les tzars puis les dirigeants soviétiques ont mené des politiques de russification et les mariages mixtes ont été facilités par la même religion chrétienne orthodoxe.
Tantôt brutale — interdiction de toute publication en ukrainien par Piotr Valouïev —, tantôt douce — découragement de l'utilisation de l'ukrainien comme langue de travail et d'administration —, la russification a rencontré peu d'obstacles tant que Russes et Ukrainiens n'étaient pas politiquement en opposition, c'est-à-dire, concrètement, tant que les deux peuples partageaient la même histoire et subissaient les mêmes épreuves ; mais au XXIe siècle, lorsqu'une proportion croissante d'Ukrainiens se mit à souhaiter un modèle de société et des valeurs politiques inspirés par l'Europe occidentale, les gouvernements russes et une partie des citoyens qui se sentaient ethniquement non-Ukrainiens (Russes, Tatars, Hongrois et Roumains dont les langues étaient officielles), se mirent à réagir hostilement à l'ukrainisation linguistique, cette hostilité étant suscitée par la suppression du statut légal des langues russe, tatar, hongroise et roumaine du 17 juillet 2019 signé par le président Zelensky, ce qui servit entre autres de prétexte à l'invasion de l'Ukraine par la Russie en 2022,. Le russe ayant été, durant la longue période soviétique, « langue de communication interethnique » officielle (язык межнационального общения), les citoyens qui ne parlent que l'ukrainien sont ruraux et très rares. Il ne faut pas négliger le facteur socio-linguistique : l'ukrainien fut longtemps perçu comme une « langue de paysans ». Ce préjugé, lié au fait qu'en URSS c'est le russe qui accélérait l'ascension sociale, explique en partie la difficulté de changer les habitudes linguistiques.
Toutefois, on ne peut pas parler de « deux communautés distinctes » comme c'est le cas en Belgique ou au Canada. D'une part, les citadins ont souvent de la parenté dans les villages et petites villes, majoritairement ukrainophones : ayant pratiqué l'ukrainien à l'école, ils ne le considèrent pas comme une langue « étrangère » et jusqu'à la guerre du Donbass il n'y avait pas de conflits entre les Ukrainiens et les minorités russophones : les citadins de diverses origines étant culturellement mêlés, il est impossible de distinguer un « pur Russe » d'un ukrainien russifié. D'autre part, ces deux langues slaves orientales sont en grande partie inter-compréhensibles et beaucoup de locuteurs utilisent un lexique tiré des deux. 
Depuis 1991, mais surtout depuis la Révolution orange de 2004, un nouveau phénomène apparait : le « nationalisme ukrainien russophone »  (en ukrainien : російськомовний український нацiоналiст, rossiïskomovny oukraïnsky natsionalist ; en russe : русскоязычный украинский националист, rousskoïazytchny oukraïnski natsionalist) qui touche les Ukrainiens russifiés désireux de revenir à une langue ukrainienne « délivrée de l'influence russe » et donc favorables aux efforts d'ukrainisation.[réf. nécessaire]

## Variétés régionales

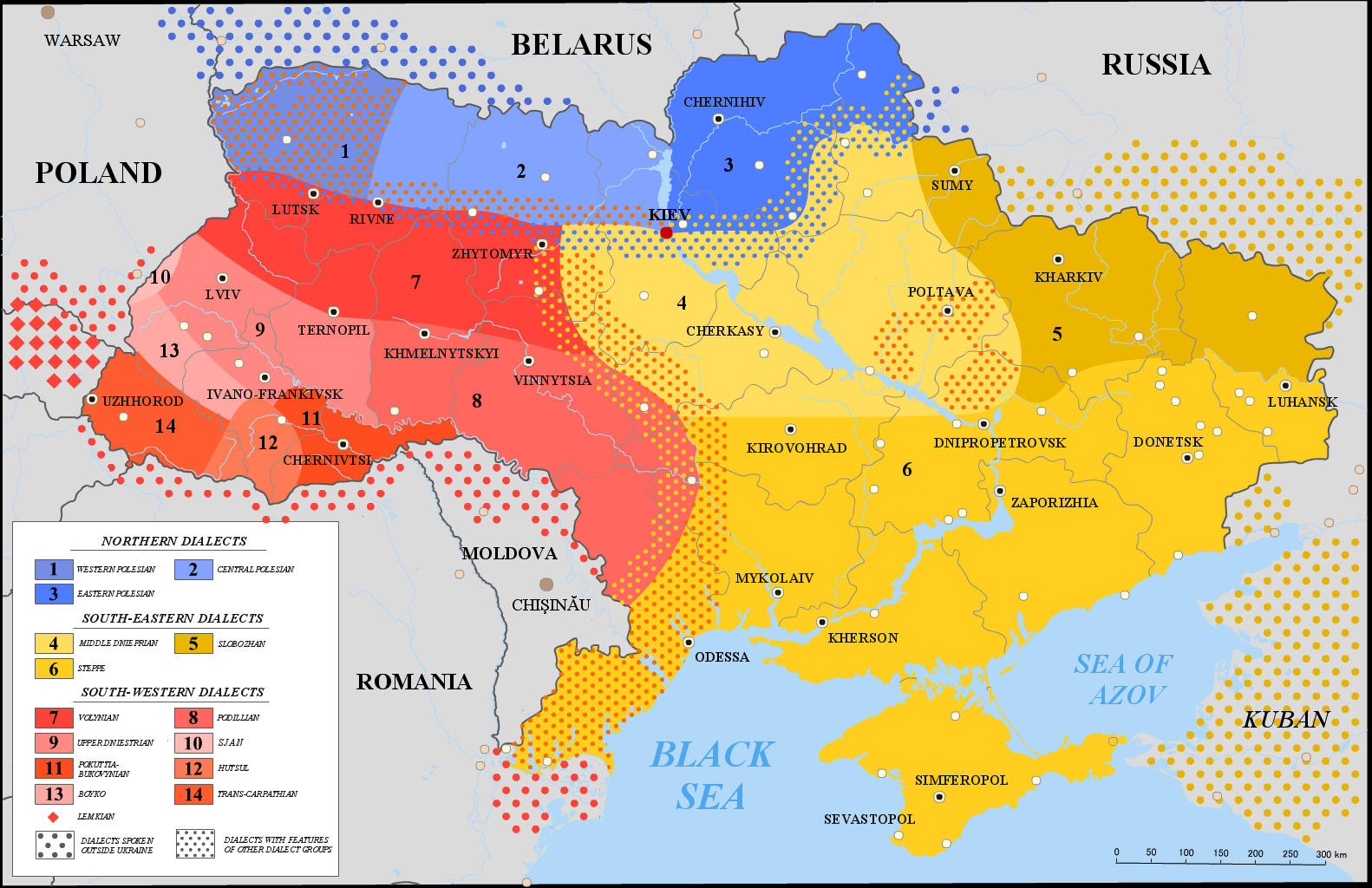
Variétés régionales de l'ukrainien en 2005.

L'ukrainien a trois dialectes en Ukraine :
- du nord, au nord de la ligne Volodymyr – Loutsk – Rivne – Novohrad-Volynskyï – Jytomyr – Fastiv – Pereiaslav – Prylouky – Soumy, comprenant trois sous-dialectes ;
- du sud-ouest, à l'ouest de la ligne Fastiv – Bila Tserkva – Stavychtche – Talne – Pervomaïsk – Tiraspol, avec huit sous-dialectes ;
- du sud-est, avec trois sous-dialectes.

Entre dialectes et sous-dialectes il n'y a pas de limites claires. Ils forment un continuum dialectal, y compris avec les variétés du rusyn d'au-delà de la frontière occidentale, et les variétés des langues slaves voisines.
Dans les régions de l'Est et du Sud-Est de l'Ukraine, surtout en Crimée, dans le Donbass et dans les villes de Zaporijjia, Kryvyï Rih et Odessa, on parle couramment un sociolecte non standard appelé « sourjyk » (mot désignant initialement une farine fabriquée à partir de plusieurs céréales — blé et seigle, seigle et orge, etc.), avec des traits phonétiques et grammaticaux plutôt ukrainiens, et des traits lexicaux plutôt russes.
Il convient aussi de mentionner l'existence du rusyn, idiome slave oriental dont le statut est controversé. Il est parlé, sous la forme de divers dialectes, dans des territoires ayant appartenu à l'Autriche-Hongrie avant 1918. L'État ukrainien les classe officiellement parmi les variétés de l'ukrainien, tandis que dans d'autres pays, le rusyn peut être considéré comme une langue à part entière, bénéficiant éventuellement d'un statut de langue minoritaire (parfois aux côtés de l'ukrainien).

## Histoire

### Origines

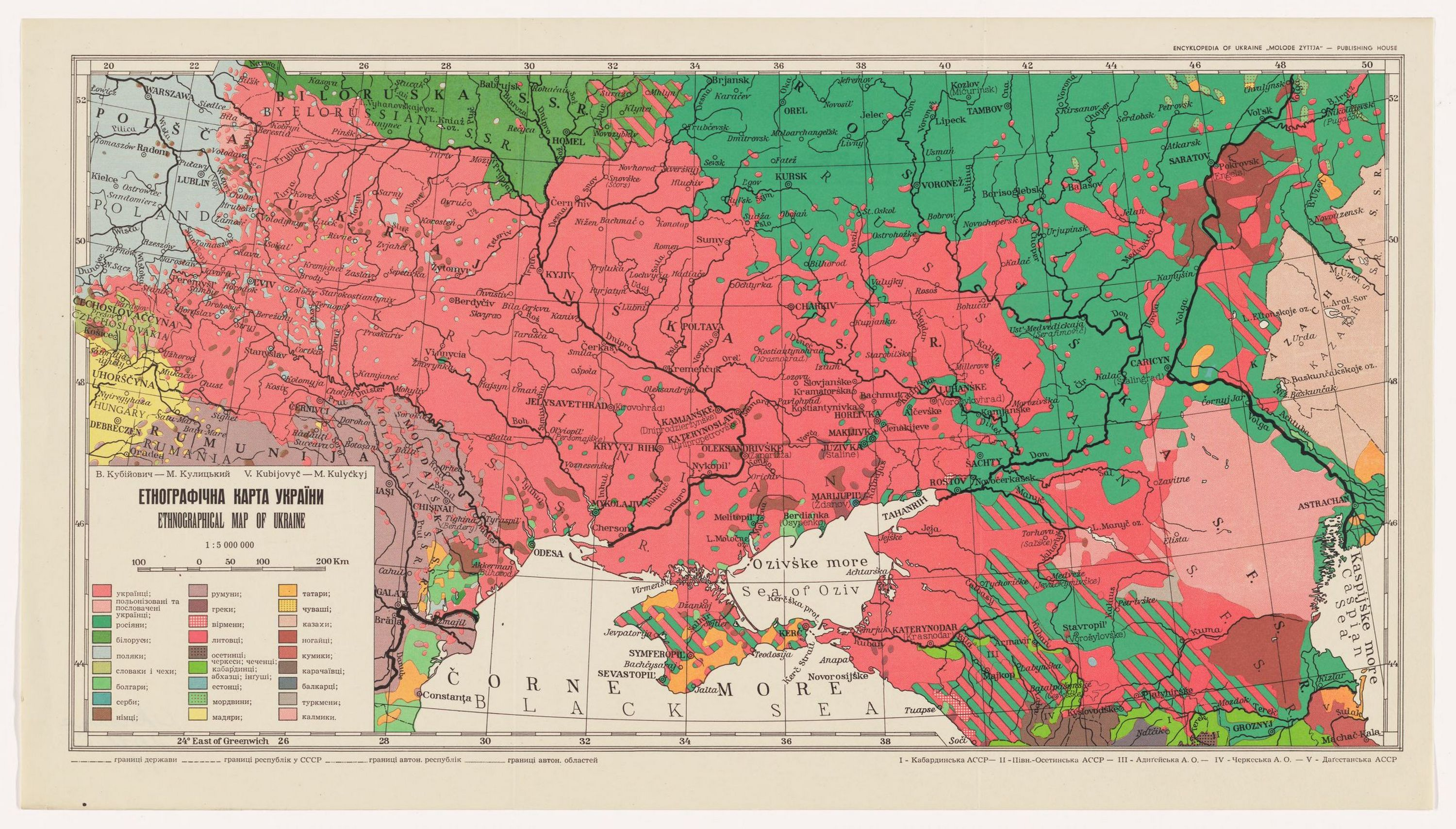
Territoires où l'on parle majoritairement ukrainien (rouge).

La langue de la Rus' de Kiev est le vieux slave oriental qui évolue à partir du XIIIe siècle pour donner les formes anciennes du russe, du biélorusse et de l'ukrainien. Placées sous domination polono-lituanienne ou russe, les élites ukrainiennes ne parlent pas la langue de leur pays, les aristocrates et la classe moyenne ukrainiens étant polonisés ou russifiés, à l’exception notable des élites du Hetmanat cosaque (1649-1764) fondé par Bogdan Khmelnitski. Quant aux paysans, la population majoritaire jusqu'à la deuxième moitié du XXe siècle, ils continuent à s'exprimer dans leur langue maternelle, mais n'ont pas de poids politique pour la protéger.
Si la langue est parlée par la plupart des Ukrainiens, des Carpates jusqu'au Kouban, l'utilisation de sa forme littéraire est alors limitée. Elle se fonde surtout sur le vieux slave oriental, dont l'orthographe est déjà assez éloignée de la phonétique moderne.

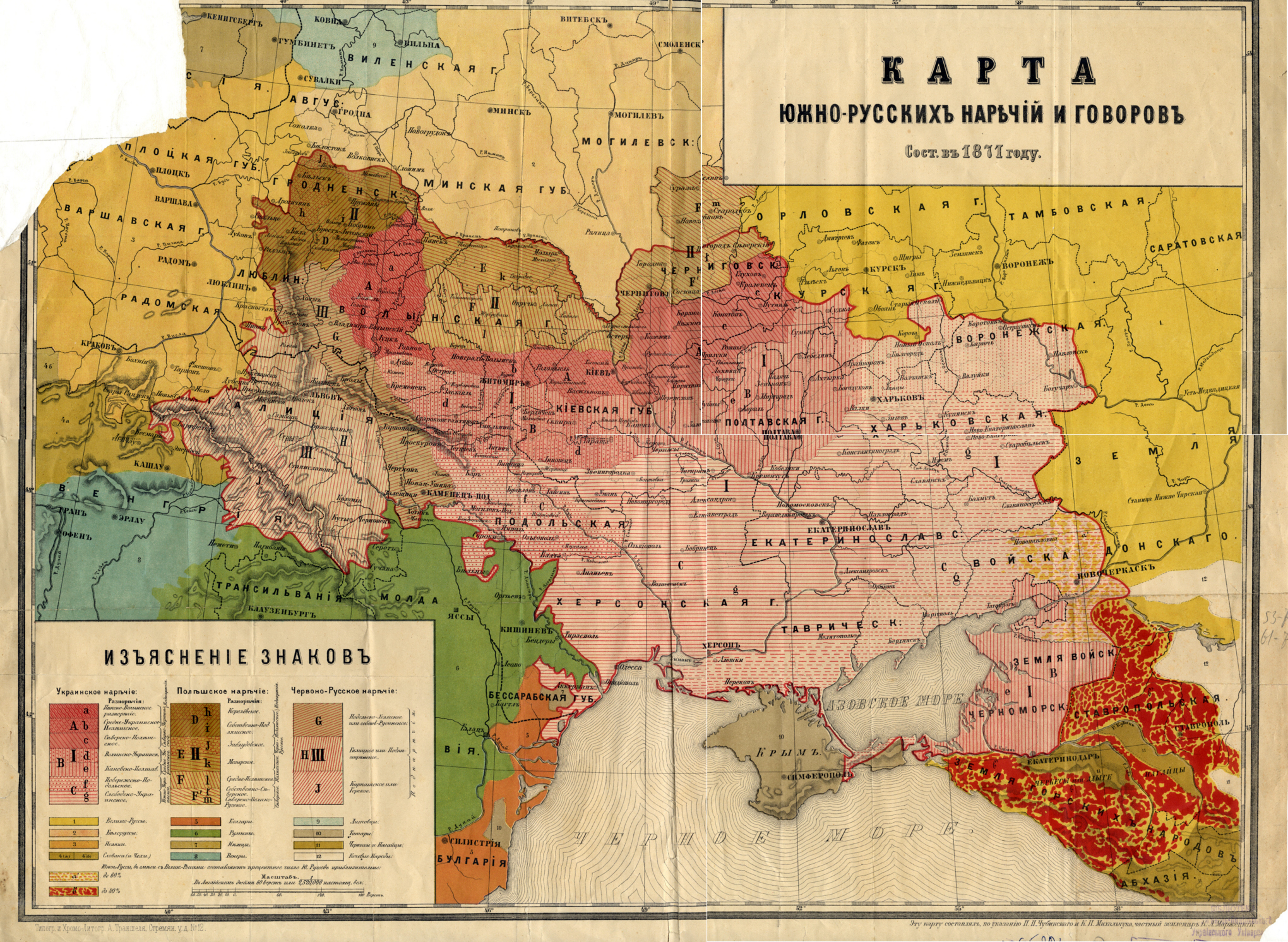
Carte des dialectes de l'ukrainien, 1871
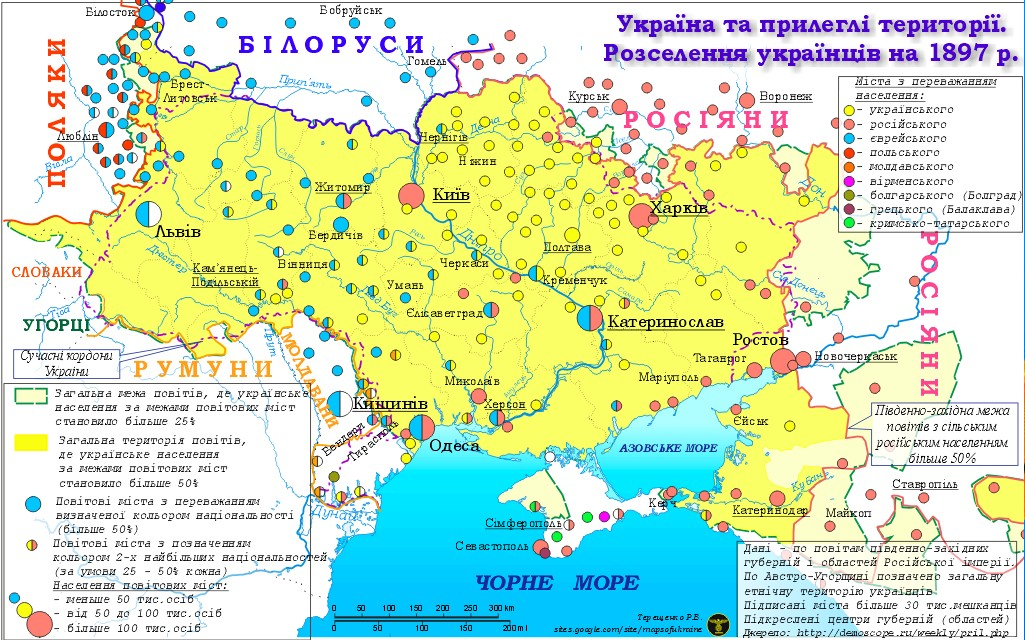
Répartition de la langue ukrainienne, 1897
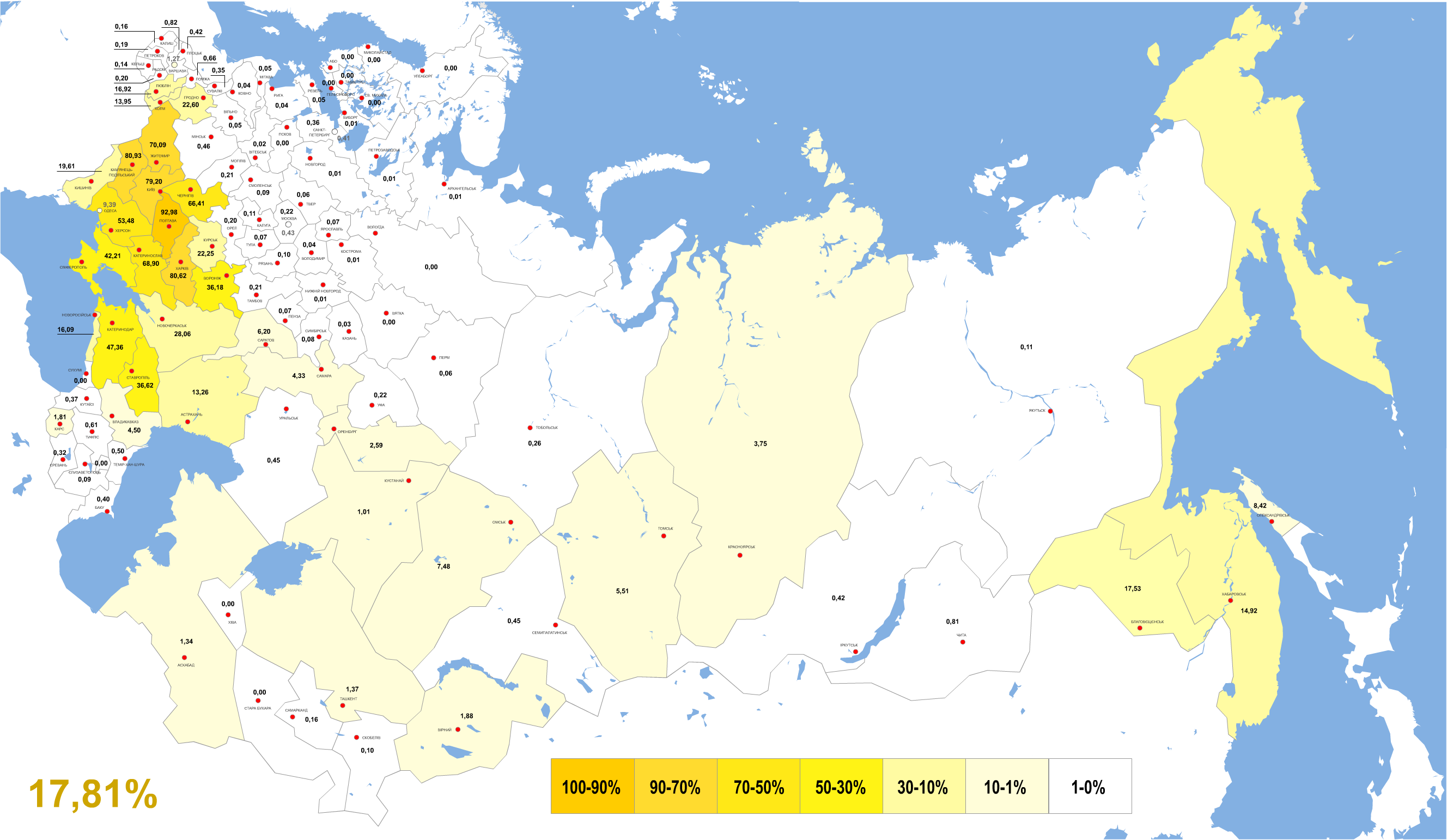
L'ukrainien dans l'Empire Russe, 1897
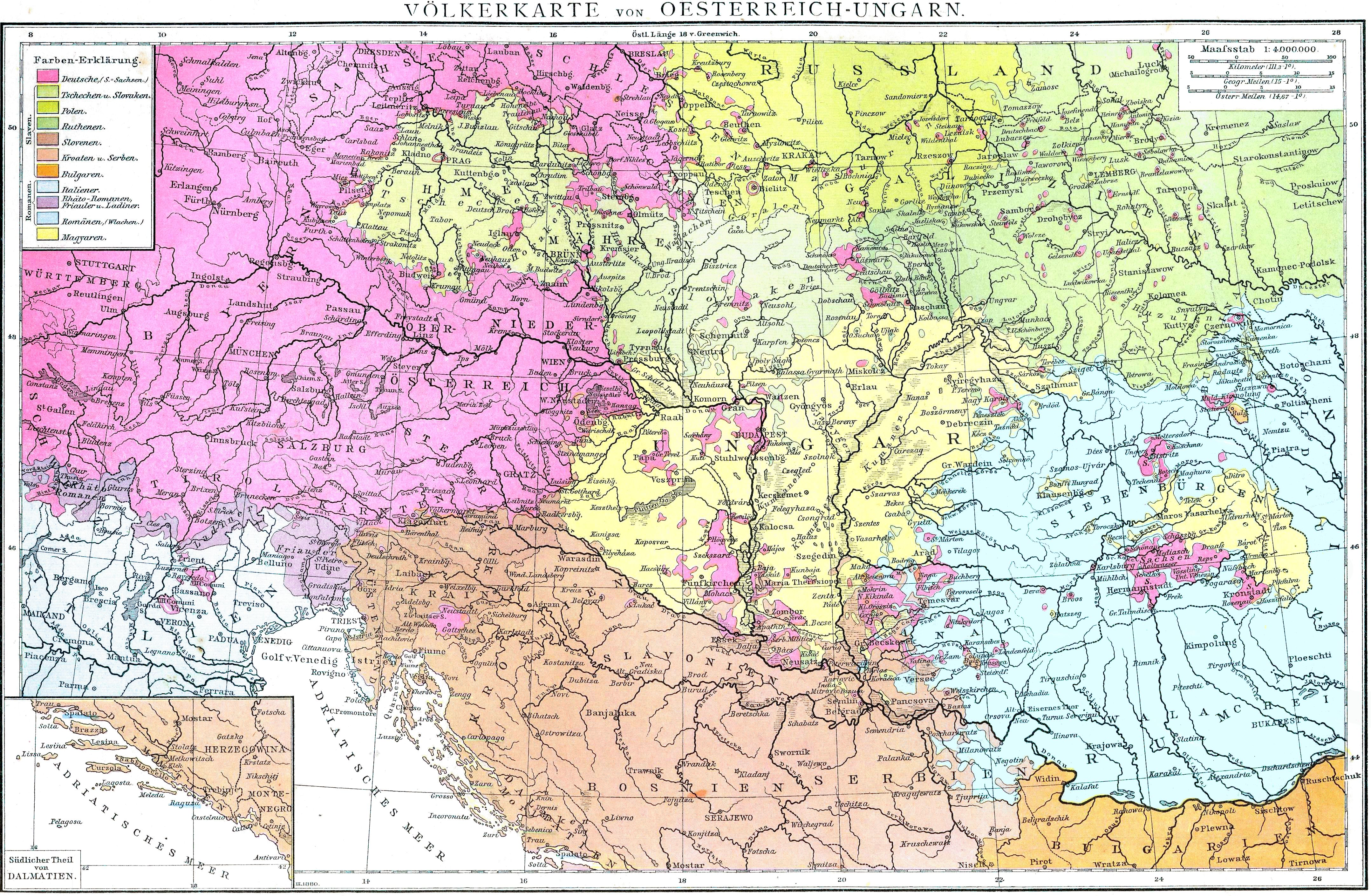
Les Ukrainiens en Autriche-Hongrie, 1910
La langue ukrainienne, 1914
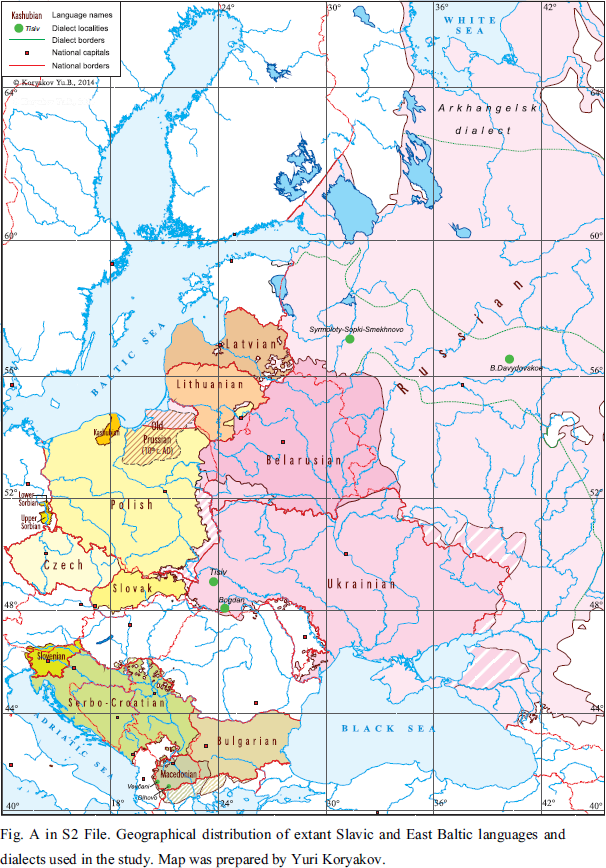
Langues balto-slaves existantes, 2015

### Renaissance littéraire et interdiction (duXIXesiècleà 1917)
Durant la renaissance ukrainienne, la grammaire de l'ukrainien moderne est rédigée au XIXe siècle, marquant la naissance de la nouvelle littérature ukrainienne qui s'exprime désormais dans la langue parlée par la majorité du peuple. Ces premières œuvres (Énéïda d'Ivan Kotliarevsky, Kobzar de Taras Chevtchenko et tant d'autres) sont considérées aujourd'hui comme des classiques.
La renaissance ukrainienne est combattue par la politique de russification menée par l’Empire russe sur tout son territoire. Le 18 juillet 1863, un décret du ministre de l'Intérieur russe Piotr Valouïev (russe : Пётр Валуев) interdit l'usage de la langue ukrainienne, la déclarant « inexistante ».
L'ukrainien n'est d'ailleurs pas la seule langue interdite et « inexistante » : le biélorusse, pourtant langue slave, le finnois de Carélie redénommé « carélien » ou le roumain, langue romane de Bessarabie redénommée « moldave », connaissent le même sort. De nombreux chercheurs étrangers des pays alliés à l'Empire russe ou favorables à l'Union soviétique, se rangent à la position officielle des gouvernements russes. C'est ainsi que l’Encyclopædia Britannica 1911 définit l'ukrainien comme un dialecte « petit russe » de la langue russe (toutefois, vers la fin du régime tsariste, l'Académie des sciences impériale admet que l'ukrainien est bel et bien une langue à part entière).

### Ukrainisation avortée (1917-1945)

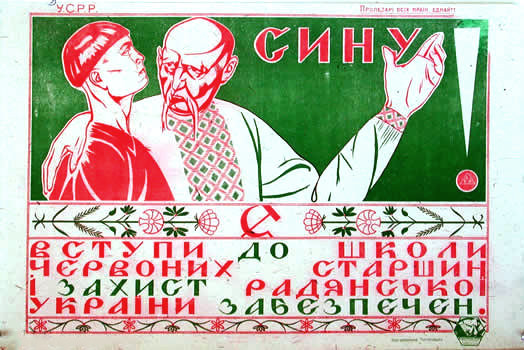
Affiche de recrutement soviétique de 1921, utilisant une imagerie ukrainienne traditionnelle avec un texte en ukrainien : « Fils ! Inscris-toi à l'école des Commandants rouges et la défense de l'Ukraine soviétique sera assurée. »

En 1917, l'ukrainien est déclaré langue officielle de la République populaire ukrainienne. Après l'échec des efforts indépendantistes, l'ukrainien et le russe deviennent les deux langues officielles de la république socialiste soviétique d'Ukraine.

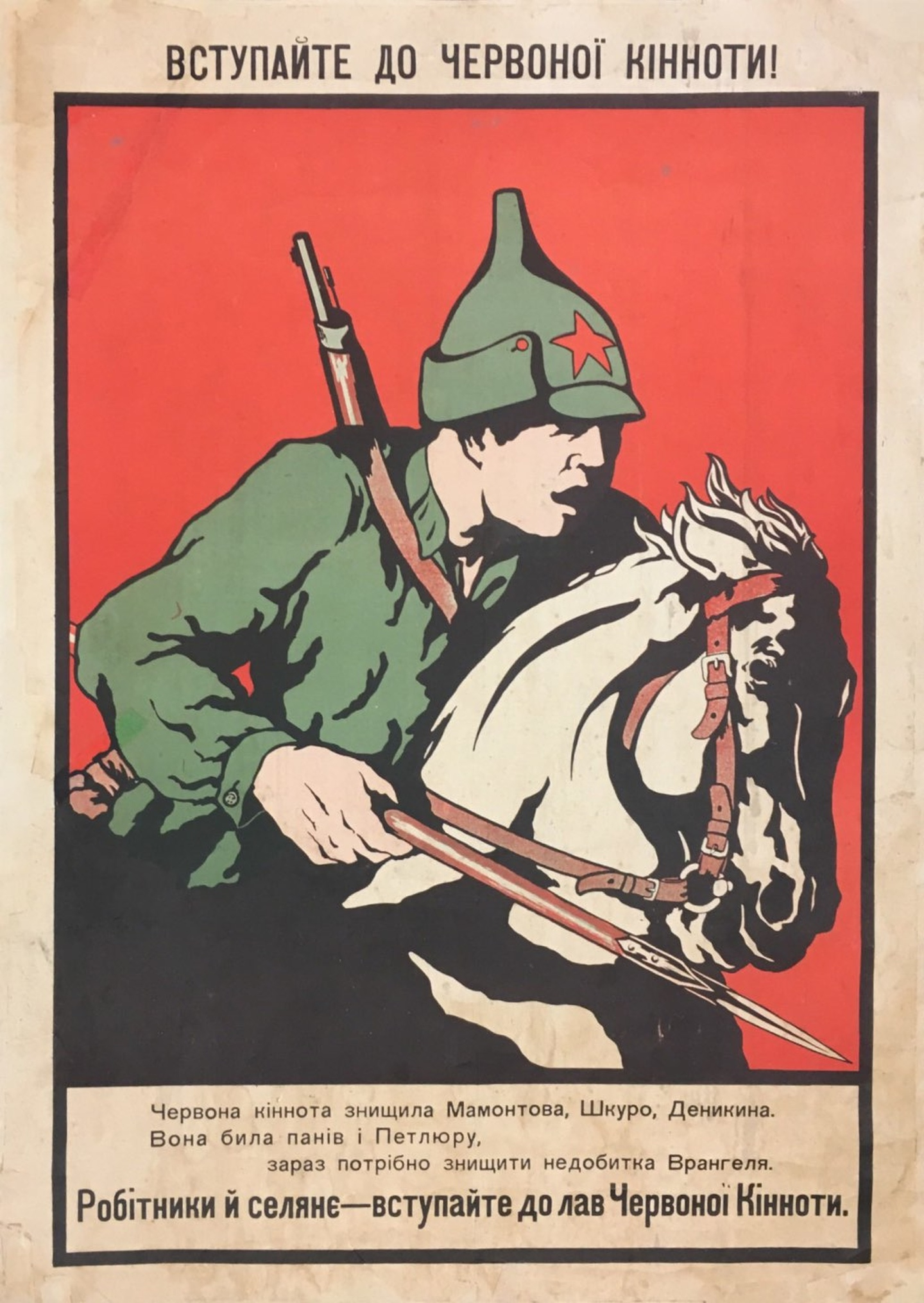
Affiche de propagande soviétique de 1920 éditée en ukrainien pour attirer de nouvelles recrues dans la cavalerie.

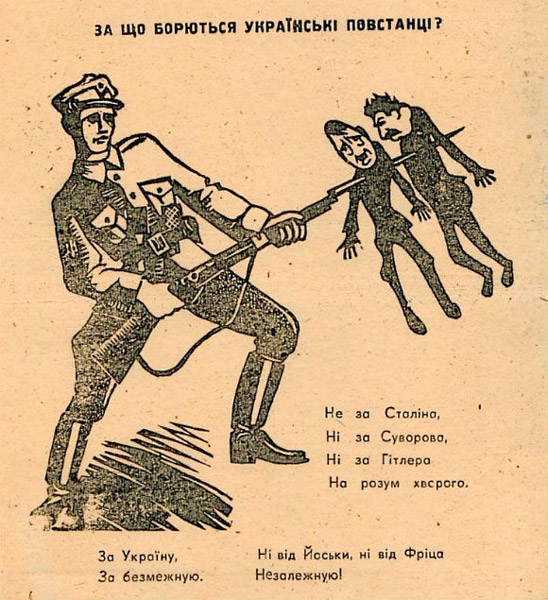
"Pourquoi les insurgés ukrainiens se battent-ils ? pas pour Staline, ni pour Souvorov, ni pour Hitler, Pour l'Ukraine, ni d'Iska ni de Fritz, pour toujours, indépendante !" Affiche de propagande de l'armée insurrectionnelle ukrainienne.

Les élites communistes ukrainiennes soutiennent alors la renaissance de la langue. Cette politique, appelée l'ukrainisation, a pour objectif officiel le rapprochement entre les masses paysannes (essentiellement ukrainophones) et le gouvernement bolchévique, perçu comme « citadin ». De plus, de nombreux communistes provenant des milieux ukrainophones aspirent à la reconnaissance de leur langue maternelle.
L'usage croissant de l'ukrainien s'accentue encore avec la politique dite d'indigénisation (korenizatsia), qui conduit à la mise en place d'un programme éducatif approfondi conçu pour permettre l'enseignement en ukrainien et l'alphabétisation de la population ukrainienne. Le commissaire à l’éducation, Mykola Skrypnyk, dirige cette politique, qui vise à rapprocher la langue du russe. Par ailleurs, les efforts universitaires effectués depuis la révolution sont cooptés par le gouvernement bolchevique. Le parti et l'appareil gouvernemental sont principalement russophones, mais ils sont encouragés à apprendre la langue ukrainienne. Simultanément, les Ukrainiens nouvellement alphabétisés émigrent vers les villes, qui deviennent bientôt ukrainiennes dans leur majorité — à la fois en termes de population et d’éducation.
En 1921, l’Institut de la langue scientifique ukrainienne est fondé par l’Académie nationale des sciences d'Ukraine, qui crée le département de la langue ukrainienne. Un dictionnaire russe-ukrainien paraît sous la direction d'A. Krymsky (vol. 1 à 3, 1924-1933), accompagné de manuels sur la langue ukrainienne (M. Grounsky et G. Sabaldir en 1920, A. Siniavsky en 1923, M. Nakonetchny en 1928, L. Boulakhovsky en 1929-1930).
La politique atteint également les régions du Sud de la république socialiste fédérative soviétique de Russie où les populations d'origine ukrainienne sont nombreuses, en particulier les zones situées le long du Don, dans le Kouban et le Caucase du Nord. Les professeurs d'ukrainien, fraîchement diplômés de l’enseignement supérieur alors largement développé en Ukraine soviétique, sont envoyés dans ces régions pour y travailler dans des écoles ukrainiennes nouvellement inaugurées ou pour enseigner l’ukrainien comme seconde langue dans des écoles russes. Diverses publications locales en ukrainien sont lancées, et des départements d'études ukrainiennes sont ouverts dans les collèges. Au total, ces politiques sont mises en œuvre dans trente-cinq raïons (districts administratifs) du sud de la Russie.
Entre 1941 et 1945, l'ukrainien souffre beaucoup de l'occupation allemande, où un grand nombre de locuteurs de langue ukrainienne périssent. Toute tentative de promouvoir l'ukrainien est alors considérée comme « nationaliste » et donc « antigouvernementale ».

### Après la Seconde Guerre mondiale (1945-1991)

Les panneaux de direction dans le Métro de Kiev sont en ukrainien.

Durant l'après-guerre, l'ukrainien reste en principe une langue officielle ayant le même statut que le russe. En pratique, toutefois, le gouvernement décourage désormais son utilisation dans les relations professionnelles, dans les universités et, d'une façon générale, dans toutes les grandes villes.
Les historiens soviétiques définissent alors les trois langues slaves (russe, biélorusse et ukrainien) comme « fraternelles ».
L'évolution des langues sur les panneaux de signalisation suit les changements politiques dans l'après-guerre ukrainien. Initialement écrits en ukrainien, ils sont changés en russe au début des années 1980, suivant la politique de russification menée sous Vladimir Chtcherbitski. À la fin des années 1980, les panneaux deviennent bilingues dans le cadre de la politique de perestroïka. Ils sont finalement de nouveau remplacés par des panneaux en ukrainien à la suite de l'indépendance de l'Ukraine au début des années 1990.

### Depuis l'indépendance de l’Ukraine (de 1991 à aujourd'hui)
À l'indépendance de l'Ukraine en 1991, à la suite de la dislocation de l'URSS, le nouvel État propose la nationalité ukrainienne à tous les résidents, quelles que soient leurs origines. C'est ainsi qu'un certain nombre d'habitants se considérant comme Russes ou russophones commencent également à se définir en tant qu'Ukrainiens. Sur le plan linguistique, le pays devient bilingue : le russe domine la presse écrite et la radio, tandis que l'ukrainien est la langue unique des chaînes de télévision contrôlées par l'État. Cependant, le pays est couvert par les multiples chaînes venant de Russie, qui diffusent donc toutes en russe.
Depuis l'indépendance, l'ukrainien est déclaré seule langue officielle du pays, et les habitants sont encouragés à l'utiliser. Le système scolaire est transformé pour faire de l'ukrainien la langue d'étude principale. Le russe y est toutefois enseigné. Le gouvernement fait aussi en sorte que la langue ukrainienne soit de plus en plus utilisée dans les médias et le commerce. Ceci amène certains, notamment les russophones, à dénoncer certains excès qui découleraient de l'« ukrainisation » du pays. Malgré cela, le russe est encore très fortement implanté, surtout dans l'Est du pays. En pratique, la question linguistique est complexe et sensible. Des revendications politiques se superposent à l'identité nationale : le russe rappelle pour certains le panslavisme et la Russie historique (Rus' de Kiev et Empire russe), tandis qu'il évoque pour la majorité la russification et les pires heures du soviétisme.
Enfin, l'ukrainien lui-même connaît une forte variabilité dialectale selon les régions (on parle de sourjyk). Même à Kiev, la capitale, la langue commune reste le russe[réf. souhaitée] ; les annonces et publicités étant en ukrainien, il s'agit là d'un véritable cas de diglossie.
Durant la campagne de l'élection présidentielle de 1994, le candidat Leonid Koutchma promet l'adoption du russe comme seconde langue officielle. Cette promesse contribue au soutien des régions du Sud et de l'Est de l'Ukraine, où les russophones sont majoritaires, à sa candidature. Cependant, le russe ne reçoit pas le statut de langue officielle durant les dix années de sa présidence (1994-2004).
En août 2012, le gouvernement de Viktor Ianoukovytch — qui a fait la même promesse que Koutchma durant sa campagne présidentielle de 2004 — fait adopter une nouvelle loi linguistique, qui accorde le statut de langue officielle au niveau régional à toute langue parlée couramment par au moins 10 % des habitants d'une région donnée. Dans les faits, cela se traduit par le retour de la reconnaissance du russe dans 13 des 27 unités administratives du pays,. Les nombreux opposants à la loi avancent toutefois que le russe est déjà la langue dominante du monde des affaires, du commerce et des médias, alors que les ukrainophones sont systématiquement discriminés malgré le statut officiel de leur langue. Ils notent, par exemple, des difficultés d'obtenir des services en ukrainien et la sous-représentation de l'ukrainien dans les médias.
À partir de l'annexion de la Crimée en 2014 et de la guerre du Donbass, renforcer l'usage de l'ukrainien dans le pays devient un enjeu de sécurité nationale. En effet, les russophones sont plus enclins à s'informer via des médias en langue russe, majoritairement soumis à la propagande du Kremlin, quand les ukrainophones se tournent vers une information en langue ukrainienne, avec des médias plutôt pro-européens. De nombreux Ukrainiens se mettent à utiliser l'ukrainien par patriotisme dans des domaines de la vie quotidienne dans lesquels ils utilisaient alors le russe, comme les réseaux sociaux.
En septembre 2017, l'ukrainien devient obligatoire dans l'enseignement scolaire.
En février 2018, la Cour constitutionnelle de l'Ukraine abolit la loi de 2012 et en 2019, la nouvelle loi sur la langue instaure de façon progressive l'ukrainien dans tous les domaines de la vie publique, par exemple dans les pharmacies ou les supermarchés, avec toutefois une tolérance lorsque le personnel ne maîtrise pas correctement la langue. À partir de juillet 2021, il devient nécessaire de passer un examen de test du niveau en ukrainien pour devenir citoyen ukrainien, ministre, président ou juge.

## Classification et relations avec d'autres langues slaves
La langue ukrainienne présente les similitudes et les différences suivantes avec d'autres langues slaves. Parmi les langues slaves (à l'exception du russe, du biélorusse, du slovaque et du slovène) l'ukrainien fait partie de la majorité qui a préservé le cas vocatif initial slave. Lorsqu'on s'adresse à sa sœur sestra, on l'appelle sestro. En langue russe, le cas vocatif a été presque entièrement remplacé par le nominatif (à l'exception d'une poignée de formes vestigiales, par exemple Boje « Dieu ! » et Gospodi « Seigneur ! ».)
L'ukrainien possède divers degrés d'intelligibilité mutuelle avec d'autres langues slaves orientales, notamment le biélorusse qui est considéré comme son plus proche cousin. Au XIXe siècle, la question de savoir si les langues ukrainienne, biélorusse et russe étaient des dialectes d'une seule langue ou de trois langues distinctes, était activement discutée, le débat étant influencé par des facteurs linguistiques mais surtout politiques.
La langue ukrainienne a longtemps évolué, à l’ouest, dans le cadre de la Pologne-Lituanie puis de l’empire autrichien, et à l’est dans le cadre de l'empire russe où les populations ukrainiennes, alors appelées « petites-russiennes », se sont acculturées : le souvenir du hetmanat Zaporogue du XVIe au XVIIIe siècle fut intégré dans la mémoire russe des Cosaques. Dans l’ouest du pays en revanche, les populations conservèrent leur langue alors appelée « ruthène », « rusyne » ou déjà « houtsoule », ainsi que la mémoire historique magnifiée de la principauté de Galicie-Volhynie du XIe au XIIIe siècle (dont proviennent le drapeau et les symboles de l'Ukraine actuelle). Une fois unifiée au sein de l'URSS, la République socialiste soviétique d'Ukraine a fait cohabiter l'ukrainien et le russe conformément au principe de сближение-слияние sblijénie-sliyanie « rapprochement-fusion » cité par Nikita Khrouchtchev lors du 22e Congrès du PCUS de 1961, tentant de gommer les particularismes de l'ouest ukrainien tels que les parlers ruthènes, rusyns ou houtsouls ou encore le catholicisme.
Ce processus de russification a réussi surtout au sud-est du pays et dans le domaine de l'histoire, récrite de manière à souligner les origines communes de la Russie et de l'Ukraine, la proximité entre les deux peuples et le rôle libérateur de la Russie : c'est l'« histoire interne » soviétique. Tout autre point de vue historique, notamment ceux soulignant les particularismes ukrainiens, 
par exemple en principauté de Galicie-Volhynie ou chez les Zaporogues était alors considéré comme « impregné de nationalisme bourgeois » et dénommé « histoire externe ».
Le linguiste suisse Patrick Sériot compare la différence entre l'ukrainien et le russe à celle entre l'espagnol et l'italien : deux langues proches, mais distinctes, partageant une origine commune (le slave oriental). L'enjeu linguistique et historique est devenu plus polémique du fait de la guerre russo-ukrainienne : les autorités ukrainiennes, académiques et politiques, ont longtemps conservé les points de vue et la toponymie soviétique (jusqu'à la guerre russo-ukrainienne en 2014) mais depuis l'invasion de l'Ukraine par la Russie en 2022 elles s'en détachent de plus en plus, au point de récrire les livres scolaires, les dictionnaires, et de désoviétiser les noms de villes comme 
Kropyvnytskyï (dont la région conserve cependant son nom soviétique car les noms historiques des provinces ukrainiennes sont toujours considérés comme « externes »),.
Dans ce contexte, l'intérêt pour la langue, la culture et l'histoire a considérablement augmenté dans la société ukrainienne qui connaît désormais un rejet croissant de la langue russe et des points de vue hérités de la période soviétique,,. Le soutien à l'idée de donner au russe un statut officiel dans toute l'Ukraine ou dans certaines de ses régions a atteint son niveau le plus bas sur toute la période observée,.
Parallèlement, la Russie poursuit une politique de russification forcée des territoires ukrainiens qu'elle occupe : dans les écoles, l'enseignement est exclusivement dispensé en russe, même dans les colonies entièrement ukrainophones, et les manuels scolaires ukrainiens sont interdits,,. Selon un rapport de l'organisation de défense des droits de l'homme Human Rights Watch, la Russie endoctrine les enfants scolarisés dans les territoires occupés avec de la propagande anti-ukrainienne, et les fonctionnaires russes ont pris et continuent de prendre des mesures pour éliminer la langue ukrainienne, en violation d'un certain nombre de dispositions du droit international. Les enfants ukrainiens expulsés de force vers la Russie sont également exposés à la russification,,.

## Phonologie

Diagramme représentant les différentes voyelles de l'ukrainien.

L'ukrainien a 38 phonèmes : six voyelles et 32 consonnes, rendues à l'écrit par l'alphabet cyrillique adapté à l'ukrainien. Ce grand nombre de consonnes s'explique par le fait que neuf d'entre elles ont des équivalents palatalisés (mouillées) également considérés comme des phonèmes. Les modifications phonétiques sont relativement fréquentes. L'ukrainien comporte en outre de nombreuses alternances vocaliques et consonantiques, des assimilations de consonnes et des syncopes de voyelles et de consonnes. L'accent tonique peut tomber sur n'importe quelle syllabe, et peut changer de place au sein d'un même mot selon la flexion de celui-ci. Sa place peut aussi servir à différencier le sens lexical de mots par ailleurs homophones.

## Alphabet
L'ukrainien s'écrit avec l'alphabet cyrillique. Il présente néanmoins quelques différences par rapport aux autres langues slaves, y compris le russe. Quatre lettres utilisées en russe sont inutilisées en ukrainien : ъ, ы, э et ё ; le г se prononce [ɦ] et non [ɡ] comme en russe ; l'ukrainien a quatre lettres spécifiques inutilisées en russe : є (prononcé [ je]), і (prononcé [i]), ї (prononcé [ ji]) et ґ (prononcé [ɡ]). Le и se prononce  [ɪ] et non [i] comme en russe. La translittération usuelle de ce и est y - ce qui provoque des confusions avec la semi-consonne й, souvent transcrite de manière identique en français -. Le е se prononce [e]. Le o ne se prononce jamais [a] comme cela est souvent le cas en russe ; tout juste est-il relâché lorsqu'il ne porte pas l'accent. Contrairement au russe, l'ukrainien s'écrit presque toujours de façon conforme à la prononciation et se prononce presque toujours de façon conforme à l'orthographe (transparence orthographique).
| Alphabet cyrillique | Transcription francophone | Transcription anglophone | Transcription scientifique | ISO 9 |
| ------------------- | ------------------------- | ------------------------ | -------------------------- | ----- |
| А а                 | A a                       | A a                      | A a                        | A a   |
| Б б                 | B b                       | B b                      | B b                        | B b   |
| В в                 | V v                       | V v                      | V v                        | V v   |
| Г г                 | H h                       | H h                      | H h                        | G g   |
| Ґ ґ                 | G g                       | G g                      | G g                        | G̀ g̀   |
| Д д                 | D d                       | D d                      | D d                        | D d   |
| Е е                 | E e                       | E e                      | E e                        | E e   |
| Є є                 | Ie ie                     | Ye ye                    | Je je                      | Ê ê   |
| Ж ж                 | J j                       | Zh zh                    | Ž ž                        |       |
| З з                 | Z z                       | Z z                      | Z z                        | Z z   |
| И и                 | Y y                       | Y y                      | Y y                        | I i   |
| І і                 | I i                       | I i                      | I i                        | Ì ì   |
| Ї ї                 | Ï ï                       | Yi yi                    | Ji ji                      | Ï ï   |
| Й й                 | Ï ï                       | Y y                      | J j                        | J j   |
| К к                 | K k                       | K k                      | K k                        | K k   |
| Л л                 | L l                       | L l                      | L l                        | L l   |
| М м                 | M m                       | M m                      | M m                        | M m   |
| Н н                 | N n                       | N n                      | N n                        | N n   |
| О о                 | O o                       | O o                      | O o                        | O o   |
| П п                 | P p                       | P p                      | P p                        | P p   |
| Р р                 | R r                       | R r                      | R r                        | R r   |
| С с                 | S s                       | S s                      | S s                        | S s   |
| Т т                 | T t                       | T t                      | T t                        | T t   |
| У у                 | Ou ou                     | U u                      | U u                        | U u   |
| Ф ф                 | F f                       | F f                      | F f                        | F f   |
| Х х                 | Kh kh                     | Kh kh                    | Ch ch                      | H h   |
| Ц ц                 | Ts ts                     | Ts ts                    | C c                        | C c   |
| Ч ч                 | Tch tch                   | Ch ch                    | Č č                        | Č č   |
| Ш ш                 | Ch ch                     | Sh sh                    | Š š                        | Š š   |
| Щ щ                 | Chtch chtch               | Shch shch                | Šč šč                      | Ŝ ŝ   |
| Ь ь                 | Non transcrit             | ’                        | ʹ                          | ʹ     |
| Ю ю                 | Iou iou                   | Yu yu                    | Ju ju                      | Û û   |
| Я я                 | Ia ia                     | Ya ya                    | Ja ja                      | Â â   |

## Grammaire
La grammaire de l'ukrainien, comme celle des langues slaves en général, est caractéristique pour les langues flexionnelles. Le poids du synthétisme y est relativement important par rapport à celui de l'analytisme. De ce fait, l'ukrainien possède une déclinaison et une conjugaison relativement riches en formes. Les formes modales et temporelles du verbe ne sont pas nombreuses, mais elles expriment bien la catégorie grammaticale de la personne. Seul le temps passé de l'indicatif ne l'exprime pas, en revanche, il exprime trois genres grammaticaux, le masculin, le féminin et le neutre, comme les parties du discours nominales. Le système verbal de l'ukrainien se caractérise également par l'indication systématique de la catégorie de l'aspect.

## Lexique
Le lexique de l'ukrainien est principalement formé, comme ceux des langues slaves en général, de mots hérités du proto-slave, mais aussi de nombreux emprunts et calques lexicaux — en particulier de deux langues slaves voisines, le polonais et le russe. On trouve également des emprunts aux langues occidentales, surtout par l'intermédiaire du russe. Depuis les années 1990, sa source d'emprunts la plus importante est l'anglais. La formation des mots est une source importante d'enrichissement du lexique : la dérivation lexicale et la composition sont d'égale importance en ukrainien.
| ukrainien                                           | polonais       | russe               | français          |
| --------------------------------------------------- | -------------- | ------------------- | ----------------- |
| говорити hovoryty / мовити movyty                   | mówić          | говорить govorit’   | parler            |
| кохати kokhaty / любити lioubyty                    | kochać / lubić | любить lioubit’     | aimer             |
| дякую diakouiou / спасибі spassybi                  | dziękuję       | спасибо spassibo    | merci             |
| Маєте рацію. Maiéte ratsiiou. / Ви праві. Vy pravi. | Macie rację    | Вы правы. Vy pravy. | Vous avez raison. |